# Путиньяно
Путиньяно (итал. Putignano) — коммуна в Италии, располагается в регионе Апулия, в провинции Бари.
Население составляет 27 913 человек (2008 г.), плотность населения составляет 279 чел./км². Занимает площадь 99 км². Почтовый индекс — 70017. Телефонный код — 080.
Покровителем коммуны почитается святой Стефан Первомученик, празднование 3 августа.

## Демография
Динамика населения:

## Администрация коммуны
- Официальный сайт: http://www.comuneputignano.it/